# Pedostibes tuberculosus
Pedostibes tuberculosus és una espècie de la família dels Bufonidae de la classe dels d'amfibis que viu al sud de la regió dels Ghats Occidentals a l'Índia.
És un petit gripau, els adultd mesuren entre 3,6 i 3,85 centímetres, les femelles són més grosses que els mascles. Tenen un crit típic «xirrr, xirr, xirr...» amb una freqüència de 3780 Hz que dura entre tres i set segons amb tres fins a deu repetiticions. Viu la major part de la seva vida als arbres dels boscs de ribera a una altitud de 250 a 1000 metres.
Està amenaçada d'extinció per la pèrdua del seu hàbitat natural.